# Mousavi Ardebili

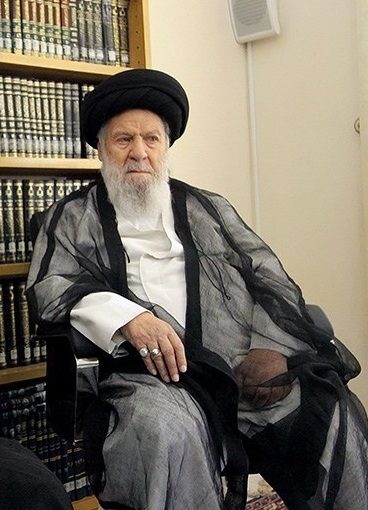
Mousavi Ardebili (Juni 2013)

Seyyed Abdolkarim Mousavi Ardebili (anhörenⓘ; persisch عبدالکریم موسوی اردبیلی, * 28. Januar 1926 in Ardabil; † 23. November 2016 in Teheran) war ein schiitischer Geistlicher mit dem Titel Großajatollah und Politiker des Iran.
Ardebili gehörte zum inneren Zirkel des Revolutionsrates um Ruhollah Chomeini während dessen Exil in Frankreich. Ebenso war er Gründungsmitglied der Islamisch-Republikanischen Partei und übernahm die Leitung der Stiftung für Schwache, die umbenannte und vermögende Pahlavi-Stiftung.
Chomeini berief nach dem Tode von Mohammad Beheschti, am 28. Juni 1981, Ajatollah Ardebili auf die einflussreiche Position des Vorsitzenden der Justiz der Islamischen Republik Iran, bis er 1989 auf diesem Posten vom neuen obersten Rechtsgelehrten Seyyed Ali Chamene’i durch Mohammed Yazdi ersetzt wurde. Gleichzeitig war er Mitglied im Expertenrat. 